# Diadema africanum
Espèce
Synonymes
- Diadema antillarum africanum

Diadema africanum est une espèce d'oursin régulier tropical de la famille des Diadematidae, caractérisé par des épines particulièrement longues. Cette espèce au statut discuté a longtemps été considérée comme une sous-espèce orientale de Diadema antillarum.

## Description
Son test (coquille) est rond et légèrement hémisphérique (environ 6-7 cm de large pour 3 cm de haut), mais ses épines fines, fragiles et creuses peuvent dépasser 10 cm, lui assurant une bonne défense et une locomotion rapide. Ces piquants (« radioles ») sont généralement noirs avec des reflets rouges (notamment chez les jeunes) ou bleutés en lumière directe. Les radioles des juvéniles sont annelées de blanc et de rouge. Le test est noir avec de reflets rouges (plus prononcés chez les juvéniles). Le plus souvent, on peut distinguer à la lumière du soleil (ou d'un flash) un motif bleu iridescent (iridophores) formé de deux bandes bleues (parfois séparées par du gris) rayonnant depuis le long des interambulacres sur la partie aborale du test jusqu'à un disque pentamérique autour de l'anus. La papille anale est bien visible (plus grosse que chez D. antillarum), souvent assez détachée, toujours uniformément noire. Les pédicellaires sont tridentés ou trifoliés.

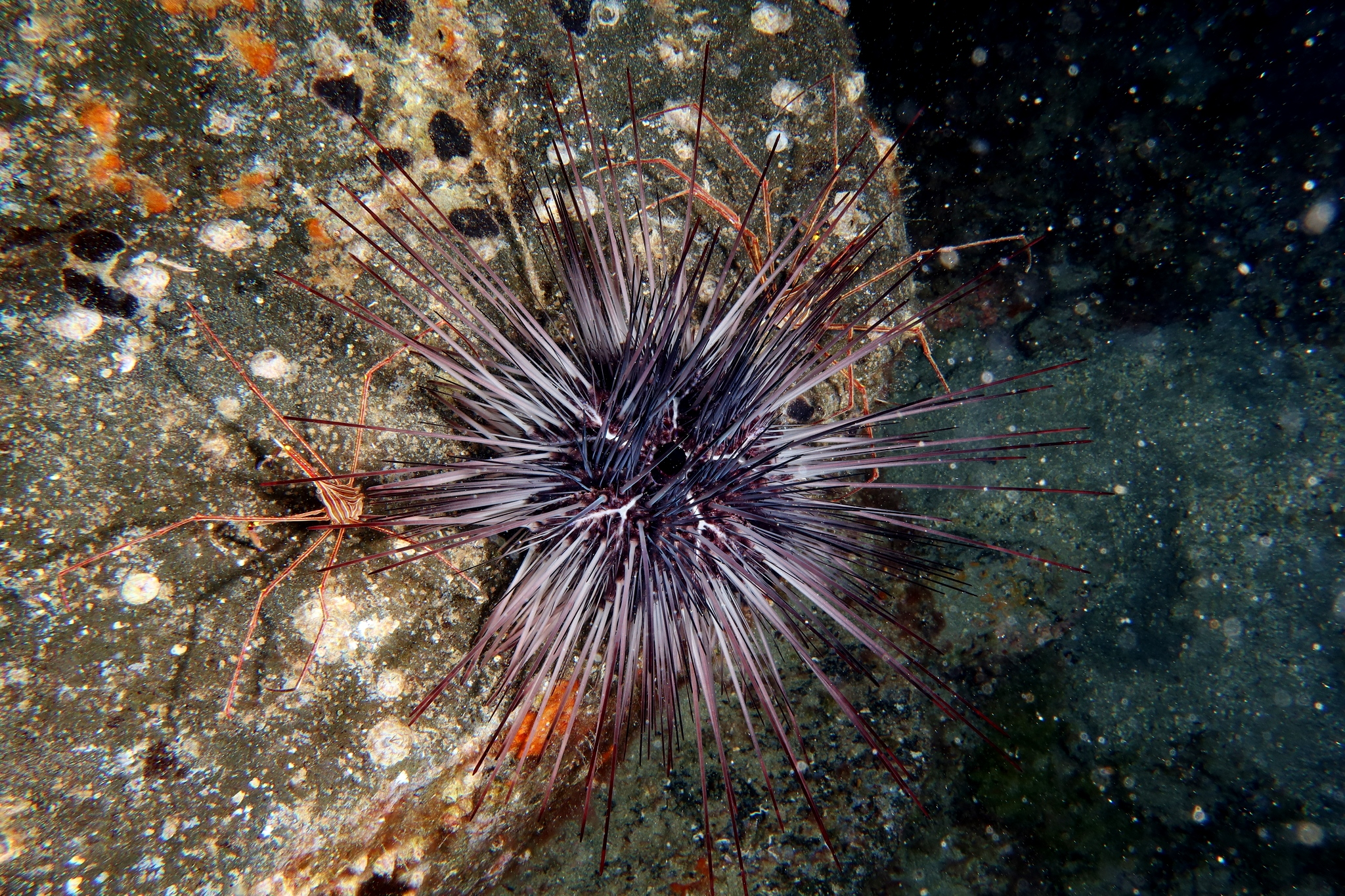
Diadema africanum aux Canaries.
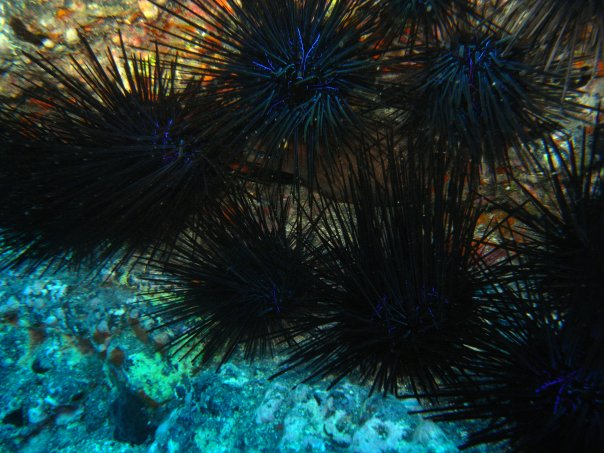
idem

Le test nu est blanc, avec des lignes plus foncées le long des ambulacres.
Cet oursin est extrêmement proche du célèbre oursin-diadème des Antilles (Diadema antillarum), et plus encore de Diadema ascensionis : c'est surtout l'aire de distribution qui les différencie.

## Répartition
Cette espèce se rencontre sur les côtes rocheuses d'Afrique de l'ouest (Sénégal, Ghana) et de quelques îles est-atlantiques (Cap-Vert, Madère, São Tomé, Canaries...). On la trouve à faible profondeur (1-80 m), dans les eaux calmes et les milieux ouverts riches en algues.

## Écologie et comportement
Il se nourrit principalement d'algues, qu'il broute de nuit, mais est aussi occasionnellement un omnivore opportuniste, pouvant consommer certains invertébrés sessiles, des débris et des charognes. Il peut atteindre des densités importantes à Madère et aux Canaries.
Comme tous les Diadematidae, il est pourvu d'organes photosensibles sur la partie aborale du test, lui permettant de voir au-dessus de lui afin d'orienter ses radioles (épines) vers d'éventuelles menaces.
La reproduction est gonochorique, et mâles et femelles relâchent leurs gamètes en même temps en pleine eau, où œufs puis larves vont évoluer parmi le plancton pendant quelques semaines avant de décanter.

## L'espèce et l'Homme
L'oursin diadème a une assez bonne vue, procurée par les photorécepteurs disposés sur son test : cela lui permet d'orienter efficacement ses épines vers les menaces potentielles, comme la main d'un plongeur, afin d'en optimiser l'angle de pénétration. Une fois à l'intérieur d'un tissu étranger, ces épines se brisent très facilement en plusieurs morceaux très difficiles à retirer et peuvent entraîner un risque d'infection.
Comme chez tous les Diadematidae, une partie de ses épines (les plus courtes) sont pourvues de venin dans leur matrice, mais celui-ci n'a pas d'effet significatif sur l'homme. Heureusement, sa taille et ses couleurs le rendent généralement suffisamment visible aux nageurs, qui peuvent l'éviter facilement.

## Onomastique
« Diadema » vient du grec diadema, « diadème » (évoquant le port et la beauté de l'animal) ; « africanum » vient de son aire de répartition principale.

## Taxinomie
Cette espèce a été décrite dans la revue scientifique Zootaxa en 2013 par Adriana Rodríguez, José Carlos Hernández, Sabrina Clemente et Simon Edward Coppard.
Cet oursin est extrêmement proche de son cousin des caraïbes Diadema antillarum, dont il est parfois considéré comme une sous-espèce, au même titre que l'espèce centre-atlantique Diadema ascensionis, dont il est encore plus proche. Il a cessé d'être considéré comme une sous-espèce de D. antillarum en 2013 à la suite d'une expertise génétique, prouvant une divergence manifeste autorisant l'élévation au rang d'espèce. La forme des pédicellaire appuie morphologiquement cette distinction. La divergence entre les trois espèces daterait de la fin du Pliocène.
L'holotype porte le matricule TFMCBMEQ/00232 au Museo de Ciencias Naturales de Tenerife (TFMC), Santa Cruz de
Tenerife, îles Canaries (Espagne).